# 40-й полк радиационной, химической и биологической защиты
40-й полк радиационной, химической и биологической защиты (40 прхбз, в/ч 16383) — формирование Войск радиационной, химической и биологической защиты Вооружённых сил Российской Федерации. Полк сформирован в 2014 году. Полк входит в состав 58-й общевойсковой армии Южного военного округа.
Пункт постоянной дислокации — станица Троицкая, Республика Ингушетия. С декабря 2018 года пунктом постоянной дислокации полка, является Военный городок — 1Б, находящийся в станице Архонская Республики Северная Осетия-Алания.

## Описание
40-й полк радиационной, химической и биологической защиты позволяет 58-й общевойсковой армии выполнять весь комплекс задач радиационной, химической и биологической защиты без привлечения дополнительных сил и средств. В составе части сформированы подразделения радиационной, химической и биологической разведки, специальной обработки, аэрозольного противодействия и огнемётные подразделения. Полк может осуществлять аэрозольную маскировку войск и преодоление заражённых участков местности. При помощи авторазливочных станций проводить обработку вооружений и специальной техники, заражённой отравляющими веществами.
31 декабря 2014 года состоялась торжественная церемония вручения Боевого знамени нового образца вновь сформированной воинской части радиационной, химической и биологической защиты Южного военного округа.

## Оснащение и состав

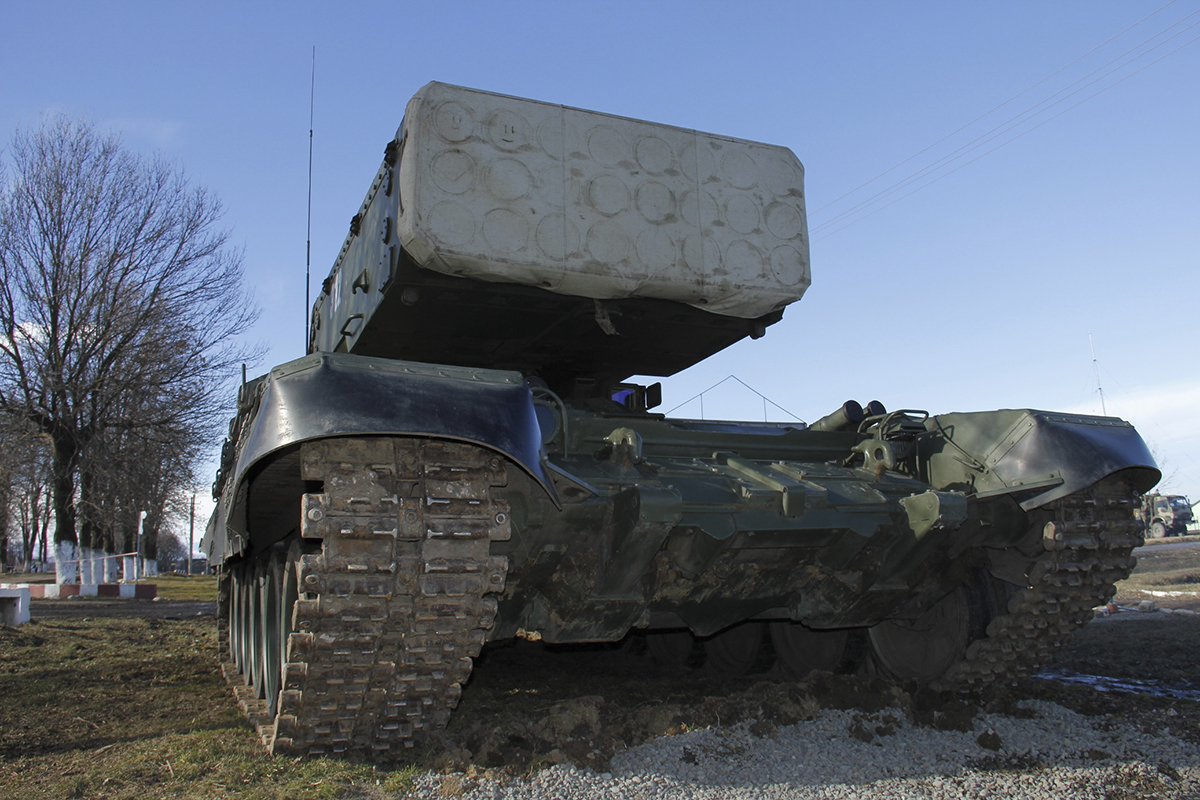
ТОС-1А «Солнцепёк» 40-го полка во время учебно-методического сбора командиров 58-й общевойсковой армии. 16 января 2019 года.

- 1-й батальон радиационной, химической и биологической защиты
  - Рота радиационной, химической и биологической разведки,
  - 1-я рота специальной обработки,
  - 2-я рота специальной обработки,
  - Взвод обеспечения батальона
- 2-й батальон радиационной, химической и биологической защиты
  - Рота радиационной, химической и биологической разведки,
  - 2-я рота специальной обработки,
  - 3-я рота специальной обработки,
  - Взвод обеспечения батальона
- Батальон огнемётный и аэрозольного противодействия
  - Тяжёлая огнемётная рота на 3 ед. ТОС-1А «Солнцепёк»,
  - Рота аэрозольного противодействия,
  - Рота специальных машин,
  - Взвод обеспечения батальона
- Радиовзвод полка,
- Взвод материального обеспечения,
- Взвод эксплуатации и ремонта,
- Взвод медицинского пункта
- Лаборатория
- Комендантский взвод

Оснащение полка составляет около 200 единиц вооружения, автомобильной и специальной техники, в числе которой: разведывательная химическая машина РХМ-6 на базе БТР-80, автомобильная химическая лаборатория АЛ-4К, машина аэрозольной маскировки ТДА-2К на базе автомобиля КамАЗ, авторазливочная станция АРС-14КМ, тяжёлые гусеничные огнемётные системы ТОС-1А «Солнцепёк», модернизированные реактивные пехотные огнемёты повышенной дальности и мощности ПДМ-А «Шмель-М».